# Oleo Chemical
OLEO CHEMICAL, a.s., je česká firma, která byla založena 18. května 2004 a jejíž hlavní činností je výroba bionafty a její prodej. Majoritním vlastníkem je společnost Marathon Holdings registrovaná v Panamě.

## Historie
V květnu 2011 byli do orgánů společnosti zvoleni dva manažeři společnosti RAVAK, Jindřich Vařeka se stal členem představenstva a Jiří Kreysa předsedou dozorčí rady.
V září 2014 Útvar pro odhalování organizovaného zločinu zadržel některé advokáty kanceláře MSB Legal v souvislosti s firmou Oleo Chemical, která je podle České televize napojena na podniky blízké Ivo Rittigovi a která měla dodávat předraženou bionaftu pro pražský dopravní podnik.
Policie obvinila 10 lidí z několika trestných činů včetně krácení daně a porušení povinnosti při správě cizího majetku. Obvinění podle policie pracovali jako organizovaná skupina, vyváděli peníze z firmy Oleo Chemical. Podle zjištění deníku Právo jsou mezi zadrženými osobami i oba zakladatelé firmy Oleo Chemical – Michal Urbánek a Kamil Jirounek.
Oleo Chemical v letech 2010 až 2012, kdy dodávala bionaftu do pražského dopravního podniku, spolupracovala s firmou Cokeville Assets, která figuruje v kauze předražených jízdenek pro dopravní podnik. Na toto propojení už v prosinci 2012 upozornil Karel Randák z  Nadačního fondu proti korupci.
V prosinci 2016 byl Kamil Jirounek odsouzen na šest let odnětí svobody za padělané směnky na 127 milionů korun. Avšak v červnu 2017 byl z vězení propuštěn Nejvyšším soudem  a případ se vrátil ke Krajskému soudu v Praze.
V únoru 2017 pražský městský soud v kauze tunelování firmy Oleo Chemical uznal vinnými Jednatele společnosti Cokeville Assets Petera Kmetě a bývalé představitele Olea Kamila Jirounka, Michala Urbánka a Radomír Kučera odešel s podmínkou. Lobbistu Ivo Rittiga a právníky Davida Michala a Karolínu Babákovou soud zprostil viny a část případu týkající se legalizace výnosů z trestné činnosti vrátil k došetření státnímu zastupitelství. Rozsudek není pravomocný, Petr Kmeť i státní zástupce se na místě odvolali, další obžalovaní si ponechali lhůtu na rozmyšlenou.